# Santa María de Ordás
Santa María de Ordás – gmina w Hiszpanii, w prowincji León, w Kastylii i León, o powierzchni 45,58 km². W 2011 roku gmina liczyła 347 mieszkańców.